# SynthAxe

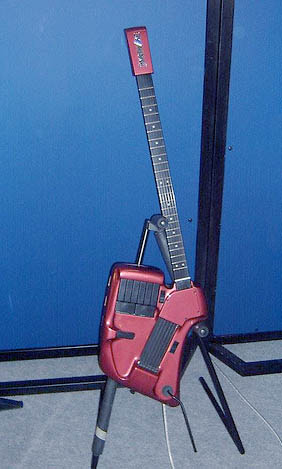
SynthAxe MIDI Controller

SynthAxe é um instrumento musical que emite sons através de um controlador digital. Por isso, ele é conhecido como "guitarra sintetizada", daí seu nome: Synth é uma abreviação de "synthesizer" e axe é uma gíria para guitarra.
O SynthAxe foi criado por Bill Aitken, Mike Dixon e Tony Sedivy em 1985, e teve no guitarrista Allan Holdsworth seu pioneirismo no uso em musicas populares.